# Euphorbia neoreflexa
Euphorbia neoreflexa es una especie fanerógama perteneciente a la familia de las euforbiáceas. Es endémica de Etiopía a Kenia.

## Descripción
Es una planta suculenta hierba perennifolia, con un rizoma carnoso relativamente pequeño, el tallo simple o rara vez poco ramificado, erecto, alcanzando un tamaño de 75 cm de altura, cilíndrico de 6 cm de espesor, mosaico, con 10-15 series dispuestas en espiral disminuyendo con tubérculos alargados.

## Ecología
Se encuentra en el suelo arenoso en las laderas rocosas cerca de ríos o lechos secos de escaso flujo con matorrales de Acacia y Commiphora; suelos oscuros o rojos; a una altitud de 600-1200 metros.
De crecimiento lento, pero que crece con facilidad.

## Taxonomía
Euphorbia neoreflexa fue descrita por Peter Vincent Bruyns y publicado en Taxon 55: 414. 2006.
Etimología
Euphorbia: nombre genérico que deriva del médico griego del rey Juba II de Mauritania (52 a 50 a. C. - 23), Euphorbus, en su honor – o en alusión a su gran vientre –  ya que usaba médicamente Euphorbia resinifera. En 1753 Carlos Linneo asignó el nombre a todo el género.
neoreflexa: epíteto latino compuesto del prefijo neo para diferenciarlo de la especie ya existente de Euphorbia reflexa.
Sinonimia
- Monadenium reflexum Chiov..[5][6]